# Zwingen
Zwingen es una comuna suiza del cantón de Basilea-Campiña, situado en el distrito de Laufen. Limita al norte con las comunas de Blauen y Nenzlingen, al este con Brislach, al sur con Laufen y al oeste con Dittingen.

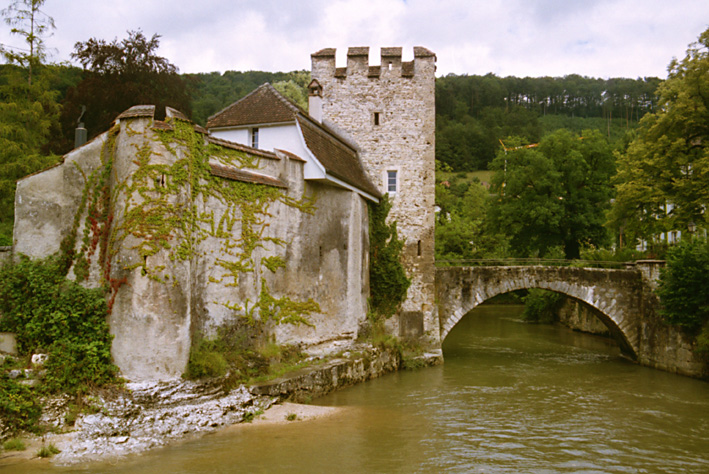
Castillo de Zwingen